# 桂柳枝
桂 柳枝（かつら りゅうし、1847年 - 1917年頃?）は、上方噺家。本名:桃田 芳松。
俗に「眼鏡屋の柳枝」という。

最初は初代笑福亭松鶴の往年の頃の入門で松柳という。明治に入り2世曽呂利新左衛門の門で柳枝と改名した。強度の近眼で珍談が多く、あだ名も「眼鏡屋」と名付けられた。幇間の経験があり、その時に贔屓になった旦那が株の失敗、病気などをした為、見舞い金を送るなど美談を残している。晩年は子供も成人していたが隠居せず退屈しのぎで寄席に出ていた。没年は不明だが1917年（大正6年）ごろまで活動していた模様。